# Sitra Club
Der Sitra Cultural & Sports Club (arabisch نادي سترة الثقافي والرياضي, DMG Nādī Sitra aṯ-Ṯaqāfī wa-r-Riyāḍī), kurz Sitra Club, ist ein bahrainischer Sportklub mit Sitz in Sitra. Aktuell spielt der Verein in der ersten Liga, der Bahraini Premier League.

## Geschichte
Der Klub wurde im Jahr 1957 gegründet.

## Erfolge
- Bahrainischer Zweitligameister: 2012/13
- Bahrainischer Zweitligavizemeister: 2009/10, 2014/15

## Stadion
Der Verein trägt seine Heimspiele im Nationalstadion Bahrain in Riffa aus. Das Stadion hat ein Fassungsvermögen von 30.000 Personen.

## Trainer
| Trainer                | Nation   | von              | bis              |
| ---------------------- | -------- | ---------------- | ---------------- |
| Hadi Ahmed             | Irak     | 1. Juli 2002     | 30. Juni 2004    |
| Željko Markov          | Serbien  | 1. April 2014    | 30. Juni 2014    |
| Mohammed Al-Shamlan    | Bahrain  | 12. Oktober 2023 | 1. November 2023 |
| Ahmed Saleh Al-Dakheel | Bahrain  | 9. November 2023 | 30. Juni 2024    |
| Dragan Tadic           | Kroatien | 1. Juli 2024     |                  |